# Netmarble
Netmarble est un développeur de jeux mobiles sud-coréen. Il s'agit de la plus grande société de jeux mobiles de Corée du Sud, fondée en 2000 par Bang Jun-hyuk.

## Histoire
Netmarble a développé Lineage 2: Revolution en 2015 et est sortie la même année. En 2019, L2R est devenu l'un des jeux mobiles les plus rentables du marché; dépassant 924 millions de dollars en 11 mois depuis sa sortie. Actuellement, Netmarble continue de mettre à jour et d'apporter de nouveaux contenus à L2R.
Netmarble produit des jeux mobiles de rôle. En 2015, il comptait plus de 3 000 employés et desservait plus de 120 pays dans le monde.  
Netmarble a développé des jeux mobiles dont Seven Knights, Raven (Evilbane aux États-Unis) et Everybody's Marble. Il revendique également une participation importante dans SGN, un développeur de jeux occasionnels, et a un partenariat stratégique avec CJ E&M Corporation. 
Depuis 2015, la société est autorisée à utiliser des propriétés appartenant à Disney pour produire des jeux tels que Marvel: Future Fight (2015), Disney Magical Dice (2016), et Star Wars: Force Arena (2017). 
En 2018, Netmarble a nommé Park Sean comme nouveau PDG. Park, l'ancien chef de la stratégie de l'opérateur de KakaoTalk, co-dirige Netmarble avec le chef sortant Kwon Young-sik. 
En 2018, les actionnaires de Netmarble étaient constitués de Bang Joon-hyuk (24,31%), CJ E&M Corp. (21,96%), Tencent (Han River Investment Pte. Ltd.) (17,66%), NCsoft Corp. (6,85%) et Service National des Pensions de Corée (5,00%). 
En avril 2018, Netmarble a acquis 25,71% dans Big Hit Entertainment, l'agence des boys-band sud-coréens BTS et TXT, devenant ainsi son deuxième actionnaire. 
Le partenariat entre Netmarble et Disney s'est considérablement détérioré vers la fin de 2018 lorsque le premier a annoncé qu'il ne pouvait plus prendre en charge Disney Magical Dice et Star Wars: Force Arena, et a finalement fermé les deux jeux, laissant Future Fight comme le seul jeu Disney qu'il prend en charge.
En 2020, Netmarble collabore de nouveau avec Marvel Games pour un futur jeu mobile en monde ouvert nommé Marvel Future Revolution.

Le 7 juillet 2023 a été annoncé par Netmarble un jeu de type RPG sur le webtoon Tower of God nommé Tower of God : New World. Il sera jouable dans le monde entier le 26 juillet 2023.

## Jeux notables
- Assault Gear
- Blossom Party
- BTS WORLD
- Destiny6
- Disney Magical Dice
- District 187: Sin Streets (en)
- Dragon Ball Online (드래곤볼 온라인)
- Dragon Striker
- Everybody's Marble (모두의마블)
- Firstborn: Kingdom Come
- Fishing Strike
- Grand Chase (en) (그랜드체이스)
- GunZ: The Duel (건즈 더 듀얼)
- Iron Throne
- King of Fighters: All-Star
- Knights of Night (RPG avec Yoo Ah-in)
- Koongya Heroes
- Legend of Edda
- LINE's Get Rich
- Lineage 2: Revolution
- Magic Cat Story
- Marvel: Future Fight
- Mini Fighter
- Naughty Monster Party
- OZ Chronicle
- Prius Online (en)
- Raven (레이븐) (EvilBane aux États-Unis)
- Queen's Blade (Scarlet Blade en Europe et en Amérique)
- SD Gundam Capsule Fighter Online (en)
- Seven Knights (세븐나이츠)
- Solo Leveling:ARISE
- SoulKing
- Star Wars: Force Arena
- Stone Age Begins (스톤에이지)
- The Seven Deadly Sins: Grand Cross
- Uncharted Waters Online (en)
- WonderKing Online (en)
- YS Online